# کتابخانه دولتی تاسمانی
کتابخانه دولتی تاسمانی یک مرجع، مجموعه ویژه، کتابخانه تحقیقاتی و امانت‌دهی عمومی در پایتخت تاسمانی، هوبارت، استرالیا است. این کتابخانه بخشی از مجموعه کتابخانه‌های تاسمانی به حساب می‌آید. کتابخانه‌های تاسمانی شامل یک شبکه ایالتی از خدمات کتابخانه‌ای، آموزش اجتماعی، سوادآموزی بزرگسالان و آرشیو و خدمات میراث ایالتی می‌باشد.

## تاریخچه
اولین «کتابخانه عمومی تاسمانی» در سال ۱۸۹۴ در خانه‌ای در هوبارت افتتاح شد که توسط کمک مالی دولتی و اشتراک سالانه اعضا تأمین می‌شد. در سال ۱۸۶۰ در دسترس عموم قرار گرفت، اما به دلیل بدهی مجبور شد در سال ۱۸۶۷ تعطیل شود. در سال ۱۸۷۰ یک کتابخانه مرجع عمومی جدید و رایگان در تالار شهر هوبارت افتتاح شد. اندرو کارنگی، نیکوکار آمریکایی، در سال ۱۹۰۷ هزینه انتقال این کتابخانه به محل جدید را با این شرط که به‌صورت رایگان در اختیار عموم قرار بگیرد، تأمین کرد.
از اکتبر ۲۰۰۶، کتابخانه دولتی، دفتر آرشیو، آموزش بزرگسالان و مراکز دسترسی آنلاین به عنوان شبکه دانش جامعه، که در سال ۲۰۰۹ به LINC تاسمانی تغییر نام داد، ادغام شدند این سیستم بخشی از اداره آموزش و پرورش تاسمانی بود. در اواسط سال ۲۰۱۸ نام آن از LINC تاسمانی به کتابخانه‌های تاسمانی تغییر کرد.